# Хоцума Цутаэ
Хоцума Цутаэ (яп. 秀真伝 / ホツマツタヱ) — японская эпическая поэма, содержащая альтернативные версии японских мифов.

Хоцума Цутаэ (ホツマツタヱ).
Оригинальная рукопись Ясутоси Ванико 1775 год

Аваута (あわうた).
Примечания к «Хоцума Цутаэ» (Манускрипт Огасавара Нагахиро (小笠原長弘) 3 марта 1900).

Размер — более 10 000 строк. Произведение написано в стиле старояпонского языка, без китайских или прочих заимствований, исконно японскими словами.

## Авторство и датировка
Авторство произведения приписывается Кусимикатама (правому министру в период правления императора Дзимму) и Охотатанэко, жившему в правление императора Кэйко. Кусимикатама написал первые две книги, Охотатанэко добавил третью.
Однако самая ранняя известная рукопись текста была посвящена в храм Ванико Ясутоси (также известным как Юносин Ибо) в 1775 году. Большинство японских учёных не проявляет интереса к тексту, многие считают его фальшивкой, составленной в эпоху Эдо.

## Сюжет
Поэма состоит из трех книг — Книги Неба, Книги Земли и Книги Человека. Она рассказывает историю богов, заселивших Японию (в соответствии с текстом) в древние (в том числе — относительно момента создания произведения) времена, датируемые примерно VIII веком до н. э. — III веком н. э.

## История рукописи
Хотя есть немало сторонников, утверждающих, что Хоцума Цутаэ предшествует господствующей японской мифологии, первый известный манускрипт датирован лишь 1775 годом, некоторые его отрывки были опубликованы и переведены на современный японский в 1884 году. Рукопись Ясутоси была практически утеряна, но её обнаружили и спасли в 1993 году, благодаря публикации в середине XX века ряда популярных книг Ёсиносукэ Мацумото по этой теме.

## Анализ и описание
Хоцума Цутаэ известна своим текстом и ритмом. Некоторые из слов яматокотоба которые используются в поэме, не применяются в других старинных японских рукописях, а это означает, что если речь идет о поздней средневековой мистификации, то она была тщательным образом продумана. Среди прочих исторических и немифологических данных, текст рассматривает рождение, жизнь и смерть японских ками. Аматэрасу (божество солнца) в поэме представлено как мужчина, а не женщина, как в официальных документах. Ёсиносукэ Мацумото предположил, что Аматэрасу был феминизирован в Кодзики и Нихон сёки, чтобы послужить оправданием для правления императрицы Суйко, правившей как раз перед тем, как были написаны эти документы.